# Federico Russo
Federico Russo (19 de outubro de 1997, Roma, Itália) é um ator e cantor italiano.

## Biografia
Ele fez sua estreia em 2004 pela participação na série de televisão, transmitido pela Rai 2, Incantesimo 7. 
Em 2005 em  Incantesimo 8 e na minissérie de televisão, transmitido pela Rai 1, l'uomo della speranza, e no mesmo ano, ganhou "Ballando con le stelline", na categoria de crianças da segunda edição do Ballando con le stelle, o programa da Rai 1 comandado por Milly Carlucci.
Em 2006 participa da minissérie do Canal 5, a Polícia, Sob a cobertura, uma spin-off da série Carabinieri. 
No mesmo ano vem a popularidade de tomar parte, no papel de Mimmo Cesaroni, para a série do Canal 5, eu Cesaroni, juntamente com Claudio Amendola e Elena Sofia Ricci, um papel que desempenha, também, nas próximas cinco temporadas.
De 6 a 9 de junho de 2009, participou como convidado da transmissão Break Post, transmitida pela Rai Gulp, junto com Angélica Cinquantini; também no elenco de I Cesaroni. No mesmo ano, ele participou da série de TV "Play It Again Prof" no papel de Nino.
Em 2011, ele atuou em videoclipes de Max Pezzali, Believe.
Em 2014, ele começou na série Cesaroni, desta vez para a sexta série.
Em 2015, ele começou a interpretar seu personagem no Disney Channel, Sam, na série italiana Alex & Co.

### Vida Pessoal
Federico Russo atualmente vive em Roma, junto com seus pais e cinco irmãos (dois homens e três mulheres).

## Filmografia

### Cinema
- L'aquilone di Claudio (2014)
- Como Crescer, apesar dos Pais (2016)

### Televisão
- Incantesimo 7 (2004)[3]
- Incantesimo 8 (2005)
- De Gasperi, l'uomo della speranza (2005)
- Carabinieri – Sotto copertura (2005)
- I Cesaroni (2006–2014)
- Provaci ancora prof 3 (2008)
- Alex & Co. (2015–2017)[4][5]
- L'isola di Pietro (2017)
- Scomparsa (2017)[6]
- Don Matteo (2018)[7]
- Curon (Netflix - 2020)

### Curtas-metragens
- Coincidenze - Curta (2010)

### Dublagem
- A Bailarina, em italiano, a voz de Rudolph (2016)[8]

## Outros projetos
- Testemunho da campanha publicitária de Never Without You com Francesco Totti (2008–2009)
- Testemunho de WPM (2009–2012)
- Anime di vetro, dirigido por Gabriele Paoli – Videoclipe de PQuadro (2010)
- Credi – Videoclipe de Max Pezzali (2011)